# 사이버스파이
사이버스파이(cyber spy)는 정보통신망에서 회사의 정보를 빼내 다른 회사로 팔아 넘기는 활동을 하는 컴퓨터 산업 스파이를 일컫는다. 일반 산업 스파이와는 다르게 고도의 기술이 필요하지 않아 컴퓨터를 잘 다루는 사람이라면 손쉽게 자료를 획득할 수 있다. 또 다른 의미로는 안티카페회원 혹은 그와 반대되는 회원으로 위장 가입하여 안 좋은 글을 캡처한 뒤 이를 명예훼손, 모욕 등으로 협박을 하는 행위를 말한다.

## 설명
사이버 수집은 프록시 서버, 크래킹 기술을 사용하여 인터넷, 네트워크 또는 개인 컴퓨터상의 방법을 사용하여 정보 소유자의 허가 및 인지 없이 비밀 및 정보를 얻는 행위 또는 관행이다. 트로이 목마 및 스파이웨어를 포함한 악성 소프트웨어. 사이버 스파이 활동은 개인적, 경제적, 정치적 또는 군사적 이점을 얻기 위해 개인, 경쟁자, 라이벌, 그룹, 정부 등 다양한 행위자를 표적으로 삼는 데 사용될 수 있다. 이는 전적으로 멀리 떨어진 나라에 있는 전문가의 컴퓨터 책상에서 온라인으로 자행될 수도 있고, 컴퓨터 훈련을 받은 전통적인 스파이와 두더지가 집에 침투하는 것과 관련될 수도 있고, 다른 경우에는 아마추어 악의적인 해커와 소프트웨어 프로그래머의 범죄적 작품일 수도 있다.

## 역사
사이버 스파이는 정부와 기업 시스템에 대한 인터넷 연결의 광범위한 배포가 추진력을 얻은 1996년부터 시작되었다. 그 이후로 그러한 활동의 사례가 많이 있었다.

## 같이 보기
- 카오스 컴퓨터 클럽
- 컴퓨터 보안
- 사이버 전쟁
- 산업 스파이
- 감시
- 타이탄 레인